# 松平一生
松平 一生（まつだいら かずなり）は、安土桃山時代から江戸時代初期にかけての武将・譜代大名。下野国板橋藩初代藩主。親清流大給松平家3代当主。

## 略歴
元亀元年（1570年）、松平近正の長男として誕生。天正13年（1585年）から徳川家康の近臣として仕え、慶長5年（1600年）に関ヶ原の戦いの前哨戦となった伏見城の戦いで父が戦死したため、家督を継いだ。関ヶ原の後、父の武功を家康から賞されて、上野国三ノ倉5500石から下野板橋1万石に加増移封されて大名となる。
慶長7年（1602年）、佐竹義宣が常陸国水戸から出羽国久保田に移封されたとき、水戸城番を務め、佐竹氏旧臣が画策した一揆を鎮圧している。慶長9年（1604年）4月25日に死去した。享年35。跡を長男の成重が継いだ。

## 系譜
父母
- 松平近正（父）
- 大久保六左衛門の娘（母）

正室
- 松平忠成の娘

子女
- 松平成重（長男）生母は正室
- 慈照院 ー 日根野吉明正室
- 信濃国高島藩家老諏訪頼雄正室